# Херсон (селище)
Херсо́н (рос. Херсон) — селище у складі Гайського міського округу Оренбурзької області, Росія.

## Населення
Населення — 65 осіб (2010; 32 у 2002).
Національний склад (станом на 2002 рік):
- росіяни — 44 %
- українці — 31 %